# Matthäus Hagen
Matthäus Hagen (* in Dürren Selchow (Żelichów), Ortsteil von Cedynia, Powiat Gryfiński, Neumark; † 28. April 1458 in Berlin) war ein waldensischer Prediger.
Der aus der Neumark stammende Schneider Matthäus Hagen wurde durch den waldensischen Bischof Friedrich Reiser, welcher auch hussitisches Gedankengut lehrte, in Saaz zum Priester geweiht. Matthäus Hagen, der die Messe in deutscher Sprache las, predigte in der Neumark und in der Uckermark, wo sich ganze Dörfer den Waldensern angeschlossen hatten.
1458 wurde in der Mark Brandenburg die Inquisition erneut aktiv. Matthäus Hagen wurde mit drei Glaubensbrüdern, die ebenfalls Prediger werden wollten, im April 1458 in Berlin festgenommen. Der Inquisitor Johann Cannemann verhörte die vier im Beisein des Markgrafen Friedrich II. von Brandenburg. Matthäus Hagen bekannte sich ohne Einschränkung zum Glauben der Waldenser und Hussiten. Den ihm angebotenen Widerruf lehnte er im Gegensatz zu seinen Begleitern ab. Am 28. April 1458 wurde er daher der weltlichen Gerichtsbarkeit übergeben und wenig später auf dem „Neuen Markt“ vor der Berliner Marienkirche auf dem Scheiterhaufen verbrannt.